# Macedonië op het Eurovisiesongfestival 2016

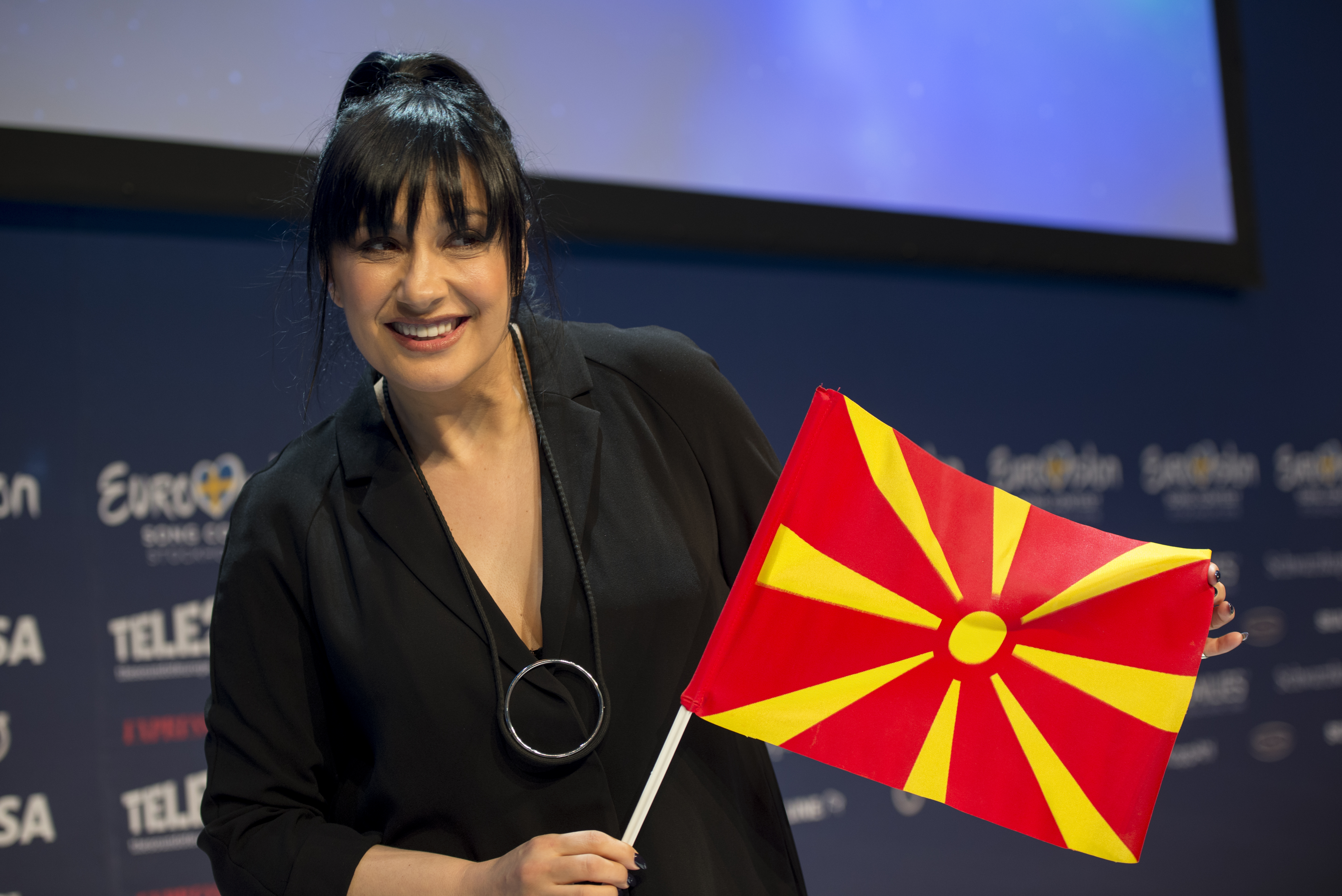
Kaliopi tijdens een persconferentie.

Macedonië nam deel aan het Eurovisiesongfestival 2016 in Stockholm, Zweden. Het was de 16de deelname van het land op het Eurovisiesongfestival. MRT was verantwoordelijk voor de Macedonische bijdrage voor de editie van 2016.

## Selectieprocedure
Op 25 september 2015 gaf de Macedonische openbare omroep aan te zullen deelnemen aan het Eurovisiesongfestival 2016. Twee maanden later maakte MRT bekend dat het inten Kaliopi had aangeduid om Macedonië te vertegenwoordigen in Stockholm. Kaliopi nam eerder reeds in 2012 deel aan het Eurovisiesongfestival na intern te zijn aangeduid. Ook in 1996 zou ze Macedonië vertegenwoordigen, maar viel ze af in een audiovoorronde. Op 16 februari 2016 maakte MRT bekend dat de Macedonische bijdrage de titel Dona had gekregen. Het nummer, dat volledig in het Macedonisch vertolkt wordt, werd op 7 maart 2016 voorgesteld.

## In Stockholm
Macedonië trad in Stockholm in de tweede halve finale op donderdag 12 mei 2016 aan. Kaliopi trad als achtste van achttien acts op, net na Nicky Byrne uit Ierland en gevolgd door Donny Montell uit Litouwen. Macedonië wist zich niet te plaatsen voor de finale.